# Oujiangcha (köpinghuvudort i Kina, Hunan Sheng, lat 28,47, long 112,60)
Oujiangcha (kinesiska: 欧江岔, 欧江岔镇) är en köpinghuvudort i Kina. Den ligger i provinsen Hunan, i den södra delen av landet, omkring 48 kilometer nordväst om provinshuvudstaden Changsha. Antalet invånare är 35 467. Befolkningen består av 17 414 kvinnor och 18 053 män. Barn under 15 år utgör 15,0 %, vuxna 15-64 år 72 %, och äldre över 65 år 12,0 %.
Runt Oujiangcha är det tätbefolkat, med 427 invånare per kvadratkilometer. Närmaste större samhälle är Cangshuipu, 15,9 km väster om Oujiangcha. Trakten runt Oujiangcha består till största delen av jordbruksmark.
Genomsnittlig årsnederbörd är 1 710 millimeter. Den regnigaste månaden är maj, med i genomsnitt 305 mm nederbörd, och den torraste är oktober, med 46 mm nederbörd.